# 西南印度洋脊

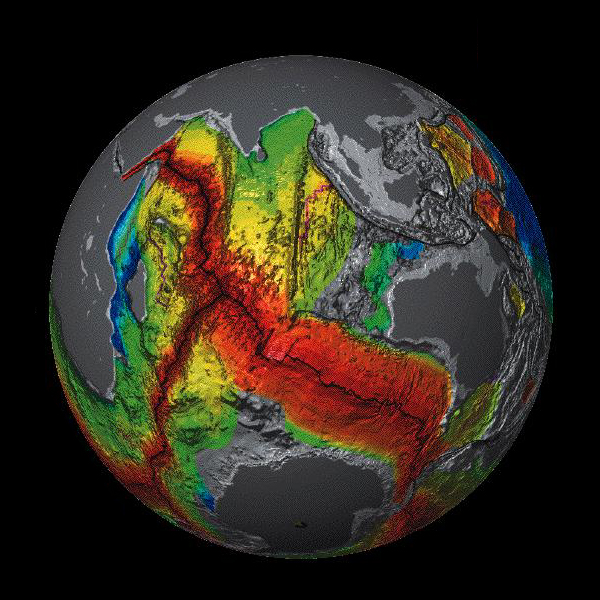
西南印度洋脊 (SWIR)

西南印度洋脊 (SWIR) 是沿著印度洋西南的海床分割板塊邊界的地质构造，它將南極板塊和非洲板塊以南北向分離。
SWIR延展在西南印度洋的羅德里格斯三相點和南大西洋的布維三聯接合點之間。